# Казань
Каза́нь (рос. Казань, тат. Казан, Qazan) — столиця та найбільше місто Республіки Татарстан, що є федеральним суб'єктом Російської Федерації. Розташоване у місці злиття Волги та Казанки, займає площу 425,3 км², має населення понад 1,2 мільйона осіб, ще приблизно до 1,6 мільйона мешканців у міській агломерації. Казань — п'яте за величиною місто Росії і найбільш густонаселене місто на Волзі та Приволзькому федеральному окрузі.
У 1438 році Казань стала столицею Казанського ханства. У 1552 році Казань була захоплена Іваном Грозним і увійшла до складу Московії. Місто було захоплене та значною мірою зруйноване під час Пугачовського повстання 1773—1775 років, але пізніше було відновлено під час правління Катерини II. У наступні століття Казань перетворилася на великий промисловий, культурний і релігійний центр Росії. Після утворення Радянського Союзу Казань стала столицею Татарської АРСР. Після розпаду Радянського Союзу Казань залишилася столицею Республіки Татарстан.
Казань відома своїм яскравим поєднанням татарської та російської культур. У 2015 році Казань відвідали 2,1 мільйона туристів, а Казанський кремль, який є об’єктом Світової спадщини, відвідали 1,5 мільйона туристів.

## Географія
Протяжність міста з півночі на південь — 29 км, із заходу на схід — 31 км. Місто в західній, центральній і південно-західній частині виходить на річку Волгу протягом близько 15 км. У Казані є один міст через Волгу — на межі західної території міста. Річка Казанка протікає з північного сходу на захід через середину міста та ділить Казань на дві співмірні по території частини — історичну південніше річки й новішу зарічну на північ. Дві частини міста пов'язані п'ятьма дамбами та мостами, а також лінією метрополітену.
Характер рельєфу міста — рівнинно-горбистий. У центральній частині міста є низинні рівнини Забулачьє, Предкабаньє, Закабаньє, піднесена рівнина Арськ поле і виділяються окремі пагорби — Кремлівський (Кремлівсько-Університетський), Марусовський, Федосіївський, Перша і Друга гора, Аметьєво, Ново-Татарської слободи та ін. У напрямку на південний схід і схід територія міста в цілому плавно підвищується, і великі житлові масиви Горки, Азино, а також Нагорний, Дербишкі розташовані на ізовисотах 20—40 метрів і вище, ніж частина історичного центру, південно-західні райони та Заріччя. У Заріччя виділяється Зілантова гора, а також пагорби селищ на півночі міста. У різних місцях є яри й подібні їм локальні витягнуті пониження місцевості.
Територія міста характеризується дуже значною часткою водних поверхонь. Смуга частини акваторії Волги шириною понад 2 км (вздовж західного кордону міста), а також переважно мілководні закінчення і нове гирлі річки Казанка шириною близько 1,5 км (повністю всередині території міста) сформувалися при появі Куйбишевського водосховища в середині XX століття замість в рази більше вузьких природних ширин річок. Також до числа водних поверхонь міста входять: система з трьох великих озер Кабан — Нижній (Близький), Середній, Верхній (Дальній), що починається в центрі міста і йде на південь, менші озера на периферії Леб'яже, Глибоке, Блакитні тощо, малі водойми в різних місцях (у тому числі незвичайні посеред кварталів багатоповерхового масиву Нове Савінова), рукотворні озера Смарагдове, Комсомольське, канал Булак у центрі міста, невеликі річки Нокса, Суха та інші на периферії. Від колишнього гирла річки Казанка залишилася невелика стариця. В акваторії Волги є невеликі острови Маркіз та інші. У південно-східній та східній частині Заріччя біля річки Казанка є заболочені незначні нестабільні острівці та заливні заплавні луки.
Уздовж берегів Волги та Казанки в ряді місць є дамби гідрозахисту. Рівні Волги та Казанки в місті часом коливаються до декількох метрів залежно від пори року і деяких окремих років в цілому і дуже сильно залежать від діяльності Волзької ГЕС (фактично визначаються нею). Зокрема, влітку 2010 року рекордне зниження рівня води водосховища від середніх за півстоліття значень сильно оголило береги Волги й тимчасово звузило закінчення і гирло Казанки практично до природних ширин.

## Історія
- Казань заснована як фортеця Волзької Болгарії, офіційним роком заснування міста є 1005 рік.
- Вперше згадується в руському літописі в 1177 році.
- У XIII—XIV століттях Казань була важливим торговим та політичнім центром Золотої Орди.
- З 1438 по 1552 рік це місто було столицею Казанського ханства.
- 1552 року завойоване Московським князівством в ході московсько-казанської війни.
- З 1708 року — центр Казанської губернії Російської імперії.
- У 1781–1796 роках — центр Казанського намісництва Російської імперії.
- У 1796–1920 роках — центр Казанської губернії Російської імперії та РРФСР.

### Російсько-українська війна
21 грудня 2024 року не менше 7 дронів прилетіло до міста. Кілька дронів врізалися у житлові будинки і вибухнули.

## Населення
Населення (2005):
- 1,116 млн осіб у межах міста (8-ме місце в РФ)
- 1,138 млн осіб у межах муніципальної зони (6-те місце в РФ)
- 1,360 млн осіб в агломерації (9-те місце в РФ).

За неофіційними даними населення власне міста налічує 1,4—1,45 млн осіб (разом із студентами й іншими громадянами, не прописаними в місті). Наприкінці 2007 року оголошено, що керівництво міста і республіки планує заходи щодо міського розвитку з доведенням чисельності населення до 1,5 млн осіб до 2040—2050 року.

## Культура

### Музеї
- Національний музей Республіки Татарстан
- Державний музей образотворчих мистецтв Республіки Татарстан
- Музей соціалістичного побуту
- Музей О. М. Горького і Ф. І. Шаляпіна
- Музей Є. А. Баратинського

## Освіта
- Казанський федеральний університет
- Казанський державний аграрний університет
- Казанський національний дослідницький технологічний університет
- Казанський національний дослідницький технічний університет імені А. М. Туполева
- Казанський державний архітектурно-будівельний університет
- Татарський державний гуманітарно-педагогічний університет
- Казанський державний енергетичний університет
- Казанський інноваційний університет імені В. Г. Тімірясова
- Казанський державний медичний університет
- Казанська державна академія ветеринарної медицини
- Казанська державна консерваторія імені М. Г. Жиганова

## Адміністративний поділ
Муніципальне утворення м. Казань в цілях підвищення ефективності управління розділено на 7 адміністративних районів:
- Авіабудівний
- Вахітовський
- Кіровський
- Московський
- Ново-Савіновський
- Приволзький
- Радянський

## Економіка
Казань — великий промисловий і торговий центр. Серед основних виробничих підприємств міста:
- Казанське авіаційне виробниче об'єднання імені Горбунова
- Казанський вертолітний завод
- Казаньоргсинтез
- Казанський оптико-механічний завод
- Казанське моторобудівне виробниче об'єднання (КПМО)
- Казанський миловарний завод (Нефіс-косметікс)
- Казанський пивоварний завод («Червоний Схід»)
- Казанський завод гумотехнічних виробів (ВАТ КВАРТ)
- Казанський завод теплоприладів (Теплоконтроль)
- Кондитерська фабрика ЗАРЯ

За радянських часів Казань було «закрите» місто для іноземців, бо там багато підприємств працювало на військові потреби.

## Транспорт

### Автомобільний
Через місто прокладено федеральні автостради M7 (європейський маршрут E 22) «Волга», Р239 та Р241.
- Мале Казанське кільце[ru]
- Велике Казанське кільце[ru]

### Мости та дамби
- Кіровська транспортна дамба[ru]
- Кремлівська транспортна дамба[ru]
- Міст Міленіум[ru]
- Займищенський міст[ru]

### Залізничний
- Залізничні станції:
  - Казань-Пасажирська
  - Повстання-Пасажирська[ru]
- Казанська дитяча залізниця[ru]
- Приміська електричка[ru]

### Громадський транспорт
- Казанський метрополітен
- Казанський швидкісний трамвай[ru]
- Казанський трамвай
- Казанський тролейбус[ru]
- Автобуси
- Маршрутні таксі
- Аероекспрес[ru]

### Авіаційний
- Аеропорт Казань

### Водний
- Казанський річковий порт[ru]

## Вулиці Казані
Казань єдине місто в РФ, що мало вулицю Есперанто, названу на честь мови есперанто.
Пішохідні вулиці міста: Петербурзька вулиця.

## Участь у війні проти України 2014—2018 рр
З 2014 року зафіксовано постійну участь Казанського вищого танкового командного училища у військових діях на Донбасі.

## Відомі люди
- Адоратський Володимир Вікторович — академік, марксист
- Азімов Чингізхан Нуфатович — український вчений-правознавець, доктор юридичних наук, академік Академії інженерних наук України, член-кореспондент Академії правових наук України
- Аксьонов Василь Павлович (1932—2009) — радянський, американський і російський письменник, сценарист, кінодраматург.
- Берденников Михайло Андрійович (1919—1990) — український музикант, хормейстер, педагог.
- Бєглова Садия Арифівна (1923—1992) — радянська татарська юристка, голова Верховного суду ТАРСР (1969—1985).
- Бєлоусов Михайло Михайлович (1905—1960) — російський радянський актор.
- Дмитрієв Максим Васильович — Герой Радянського Союзу.
- Івановський Олександр Вікторович (1881—1968) — російський кінорежисер.
- Зарубіна Ірина Петрівна (1907—1976) — радянська актриса.
- Зонін Герман Семенович (* 1926) — російський та український радянський футболіст і тренер.
- Качин Герман Миколайович (1937—1996) — радянський російський актор театру, кіно та телебачення.
- Кравченко Галина Сергіївна (1905—1996) — радянська російська акторка театру і кіно
- Линьков Лев Олександрович (1908—1971) — російський письменник, сценарист.
- Максимов Олексій Матвійович (1899—1965) — радянський актор театру і кіно, режисер і педагог.
- Маневич Йосип Мойсейович (1907—1976) — радянський російський сценарист, викладач.
- Натансон Георгій Григорович (1921—2017) — радянський російський кінорежисер, сценарист.
- Нікіфоров Микола Анатолійович (* 1982) — російський політик, Міністр зв'язку та масових комунікацій РФ (2012—2018 рр).
- Сахібджамал Гіззатуллін-Волзька — Заслужена актриса ТАРСР.
- Таршин Олексій Михайлович (1906—1986) — український актор
- Тушнова Вероніка Михайлівна (1911—1965) — російська радянська поетеса
- Пишкін Борис Андрійович (1893—1970) — український радянський гідротехнік, гідролог, доктор технічних наук, професор Київського національного університету імені Тараса Шевченка, член-кореспондент АН України.
- Філатов Леонід Олексійович (1946—2003) — російський актор, режисер, письменник і телеведучий.
- Шульгин Борис Володимирович — Герой Радянського Союзу.
- Яндеміров Валерій Петрович (* 1963) — російський шахіст, гросмейстер (1997), тренер.